# The West Briton
A The West Briton egy helyi hetilap, amit Cornwallban négy kiadásban jelentetnek meg. Ezek a következő területeken kaphatók:
1. Truro és Cornwall középső része
2. Falmouth és Pennryn
3. Camborne és Hayle
4. Halston és Lizard

1810-ben alapították, a Cornwall & Devon Media médiabirodalom tagja.
A heti átlagos forgalma 45.928 darab volt 2006 júniusában. Az újság honlapja azt állítja, ez a legnagyobb példányszámban eladott hetilap az Egyesült Királyságban.

## Külső hivatkozások
- a West Briton honlapja Archiválva 2016. október 24-i dátummal a Wayback Machine-ben